# Кошари (Зволенський повіт)
Кошари (пол. Koszary) — село в Польщі, у гміні Зволень Зволенського повіту Мазовецького воєводства.
Населення — 104 особи (2011).
У 1975-1998 роках село належало до Радомського воєводства.

## Демографія
Демографічна структура станом на 31 березня 2011 року:
|          | Загалом | Допрацездатний вік | Працездатний вік | Постпрацездатний вік |
| -------- | ------- | ------------------ | ---------------- | -------------------- |
| Чоловіки | 46      | 12                 | 30               | 4                    |
| Жінки    | 58      | 17                 | 29               | 12                   |
| Разом    | 104     | 29                 | 59               | 16                   |